# 2008年夏季奥林匹克运动会男子公路自行车比赛
2008年夏季奧林匹克運動會的男子公路自行車比賽於8月9日北京時間上午11時開始舉行。男子公路賽是本屆奧運自行車比賽中最早進行的項目，比賽共有來自55個國家或地區的143名運動員參與，公路賽賽道長達245公里，是奧運歷史上距離最長的公路賽。比賽起點在永定門，終點設在居庸關。赛前曾经有因担忧空气污染对运动员的影响而出现的争议，但是比赛过程中并没有太多的污染问题。
最終西班牙車手萨穆埃尔·桑切斯用了6小時23分49秒與其他六名車手衝過終點，桑切斯以毫秒之差取得第一名，為西班牙在北京奧運取得第一面金牌。达维德·雷贝林和法比安·坎切拉拉分列第2、3名。
2009年11月，由于达维德·雷贝林的促红细胞生成素呈阳性，国际自行车联合会宣布剥夺他的银牌，并将其余选手排名依次提升。他把奖牌和奖金上交给了意大利奥委会，但仍然声称自己是清白的。

## 资格
本次比赛，每个国家奥委会可以拥有最多5个参赛席位。运动员可以通过参加UCI职业巡回赛，来在国际自行车联合会（UCI）积分排名中获得较高的排名，进而获得奥运会的参赛资格。根据比赛级别的不同，不同的比赛中产生的奥运会参赛席位数目不同。如果一个国家奥委会没有在职业巡回赛中获得5个参赛资格，那么这个奥委会可以增加来自洲际巡回赛的运动员；如果还是不够，可以再用来自B级世界锦标赛的运动员填满参赛席位。本次比赛有70位骑手来自职业巡回赛、38位来自欧洲巡回赛、15位来自美洲巡回赛、9位来自亚洲巡回赛、5位来自非洲巡回赛，3位来自大洋洲巡回赛。此外，还有5位新人骑手来自B级世界锦标赛。
参赛选手原有145个，但最终只有143名运动员出席。意大利人达米亚诺·库内哥还没有从2008年环法大赛上受的伤中恢复过来，于是他的名额由温琴佐·尼巴利顶替。上届比赛银牌得主，葡萄牙人塞尔吉奥·保利尼奥声称身体尚无法进行比赛而没有参加。俄罗斯人弗拉蒂米尔·古瑟夫因没有通过阿斯塔纳队的队内药物检测而被解雇，不能参加比赛，于是他的名额由丹尼斯·门乔夫补上。在赛前训练中，瑞士队的迈克尔·阿尔巴斯尼发生事故，锁骨骨折，但此时瑞士已经没有时间寻找运动员顶替他参赛了。

## 赛前

### 污染问题
奥运会开幕前，国际奥委会希望降低比赛中空气污染的影响。而北京奥组委则准备在空气污染过高时改变某些比赛（如公路自行车赛）的赛程。参加这类比赛的运动员所呼吸的氧气是一般人的20倍。因此，过高的空气污染会对比赛造成不利影响，对运动员的肺造成刺激或损伤，甚至加重呼吸系统疾病，例如哮喘。
根據一個独立机构的数据，8月9日北京的空气污染高于世界卫生组织认定的安全级别。不过，因为没有运动员提出异议，自行车赛事依旧按照原定计划举行。143名参赛运动员中，有53名中途退出了比赛，但这很正常（上一届比赛超过一半的运动员退出了比赛）。赛后，很多骑手批評恶劣的天气對表現有很大影响，尤其是摄氏26度的高温和高達90%的相對濕度。这些条件比他们经常比赛的欧洲恶劣得多。相比之下，认为污染对比赛有较大的影响車手較少。但是赛前的夺标热门，德國車手斯特凡·舒马赫认为，嚴重的空气污染是导致他退赛的主因。

### 赛前夺标热门
赛前，西班牙代表队的所有骑手都是夺冠的热门。他们中有两位三大赛事（环法、环意大利和环西班牙）的冠军：阿尔韦托·孔塔多尔及卡洛斯·萨斯特雷，还有“乡下人”西班牙国家公路自行车锦标赛冠军亚历杭德罗·巴尔韦德，以及在2007年环西赛三个赛段的冠军萨穆埃尔·桑切斯。西班牙队还有2008年环法圆点衫得主，3次公路自行车世界杯冠军，西班牙队的领骑奥斯卡·弗莱雷。其中，巴尔韦德被看作西班牙队的杀手锏。
被认为有机会获得奖牌的还有卫冕冠军，意大利人保罗·贝蒂尼、德国的斯特凡·舒马赫，以及两届环法亚军，澳大利亚人卡德尔·埃文斯。还有来自卢森堡队和德国队的队员们被看好：德国队有舒马赫和很多参加过三大赛事的老将，如延斯·福格特；而卢森堡队拥有施莱克兄弟——安迪和弗兰克，以及金·基尔兴，这三名骑手都曾在2008年环法自行车赛上身着黄色领骑衫出战。

## 比赛路线

公路自行车赛场。绿色部分为环行路线，北京市区在右下角。

公路自行车赛场（北京奥运会9个临时场馆之一）全长102.6千米，由于有重复的环形路线，男子公路赛的赛道实际长245.4千米，是奥运会历史上最长的赛道。比赛的起点设在崇文区的永定门，终点则在昌平区的居庸关。

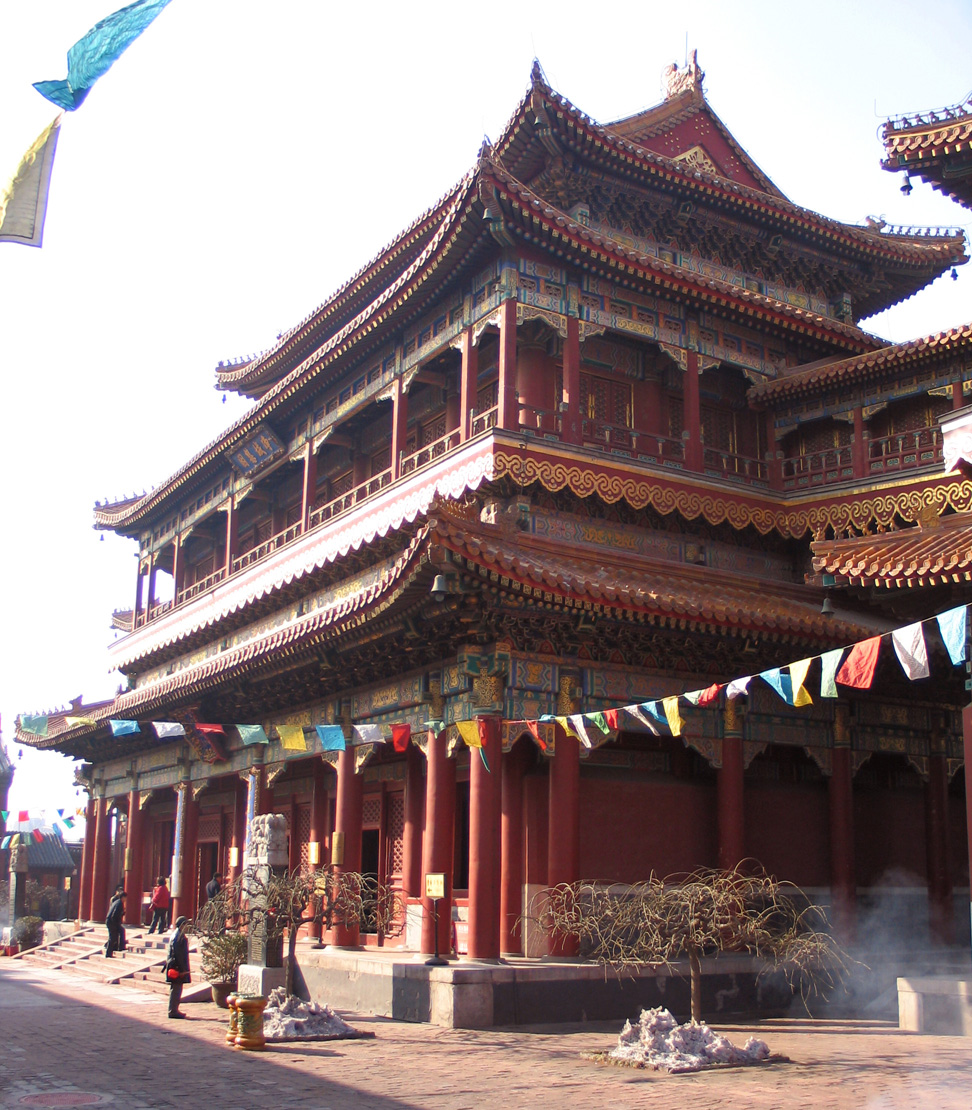
雍和宫

比赛路线经过8个区县：崇文、宣武、东城、西城、朝阳、海淀、昌平、延庆。英国卫报评价这条路线沿途的景色时如此评价：“看上去很豪华”。这条路线从北京城区出发，经过许多地标性建筑，比如天坛、人民大会堂、雍和宫等，到达郊区的长城脚下；它也经过奥运会的场馆，如国家体育场（鸟巢）、国家游泳中心（水立方）等。
男子公路自行车赛的赛道与女子赛事最显著的不同之处在于，车手要在八达岭和居庸关之间沿环形赛道骑行7圈，从而使男子公路赛的赛程是女子的2倍。比赛的前一段的路线在北京市中心，所以这一段赛道的坡度较小；而在骑行了大约78.8千米后，骑手们会到达八达岭，之后开始第一个23.8千米的环形赛程。从这里开始，骑手们会遇到坡度较大的路段，在从八达岭到最高点的12.4千米的路程中，海拔升高了338.2米。之后选手们会骑过一段人工的平缓路段，之后经高速公路到达居庸关。比赛的最后350米，选手们需要爬一个稍陡的坡道：这样设计赛道是为了把冲刺前的骑手们都聚在一起，使得最后的冲刺更具有观赏性。
考虑到安全因素，奥运会的组织者禁止观众站在赛道边观看比赛。这一决定引起了争议：很多自行车界的名人，如国际自联主席帕特·麦魁德和两位澳大利亚自行车运动员斯图尔特·奥格雷迪和卡德尔·埃文斯，都反对这一举措。麦魁德和奥格雷迪都认为赛道边上没有观众会影响比赛的气氛，而且批评赛事的组织者没有考虑到希望近距离观看比赛的观众。澳大利亚自行车协会对此的反应则是要求在接下来的个人计时赛中放宽这方面的要求。但最终组织者并没有这样做。

## 比赛
男子公路赛在北京时间（UTC+8）11:00开始。在最初3千米的比赛中，玻利维亚車手霍拉希奥·加利亚多和智利車手帕特里西奥·阿尔莫纳西德脱离主車群形成了第一集团，他们保持了15分钟的最大的领先优势，但他们都没有被视作真正的威胁，而且他们都没有完成比赛。由於没有队伍希望控制速度，在比赛进行至60千米时，26名骑手组成了第二集团，包括西班牙的卡洛斯·萨斯特雷、卢森堡的金·基尔兴、德国的延斯·福格特、捷克的罗曼·克罗伊齐格尔以及澳大利亚西蒙·格伦斯。不久，骑手们到了终点线，进入了23.8千米的环形赛道。第一集团的加利亚多被阿尔莫纳西德甩下。之后，在单独骑行了一个半小时后，暂时领先的智利人在第二圈被身后追赶的骑手们赶上。
在萨斯特雷和克罗伊齐格尔的带动下，已变为24人的领先集团，在第4圈建立了超过6分钟的领先优势。那时，由意大利队领骑的大部队加快了速度来追赶领先的第一集团。白俄罗斯的亚历山大·库钦斯基和乌克兰的鲁斯兰·皮德戈尔内从第一集团中脱颖而出，在第5圈时已经获得了对身后的骑手们1分40秒的领先优势，而对大部队的领先优势已经达到2分45秒。萨斯特雷领骑的集团在比赛还剩下60千米时被大部队赶上，于是只有库钦斯基和皮德戈尔内领先于大部队。不久，在第5圈即将结束的时候，瑞典的马库斯·永奎斯特、哥伦比亚的里戈韦托·乌兰和比利时的约翰·瓦叙梅朗加速，脱离了大部队，并赶上了库钦斯基和皮德戈尔内。
接下来，在赛后被评价为“大胆”的奥地利車手克里斯蒂安·普凡贝格尔在第6圈尾段冲出了大部队。他最大的领先优势不过1分钟，直到比赛最後20千米便被大部队赶上。在5分钟的激烈竞争后，不到20名骑手，包括澳大利亚的卡德尔·埃文斯、美国的利瓦伊·莱法伊默、哥伦比亚的圣地亚哥·博特罗和法国的热罗姆·皮诺进入了领先集团，巴尔韦德和贝蒂尼则被甩在后面。西班牙的萨穆埃尔·桑切斯、澳大利亚的迈克尔·罗杰斯、意大利的达维德·雷贝林和俄罗斯的亚历山大·科洛布涅夫因卢森堡的安迪·施莱克的突然加速冲出了這個13人的领先集团。桑切斯、雷贝林和施莱克到达了八达岭爬坡段的最高处，距终点还有12.7千米。他们领先罗杰斯和科罗布涅夫10秒，领先后面的8人集团26秒。贝蒂尼、巴尔韦德和法比安·坎切拉拉（瑞士）从大部队中脱离出来，并最终追上了埃文斯等人所在的集团。
在比赛还有5千米时，坎切拉拉突然加速，科洛布涅夫和罗杰斯紧追其后，剩下三名骑手在后面。这三名骑手在比赛仅剩1千米时成功地赶上了领先的三人。于是，六位骑手一起向终点冲刺。最终，桑切斯获得金牌，雷贝林获得银牌，坎切拉拉获得铜牌。

## 比賽結果

### 最終排名
所有完成比赛的运动员的成绩：
| 排名 | 運動員                            | 國家或地區 | 成績    |
| ---- | --------------------------------- | ---------- | ------- |
| 金牌 | 萨穆埃尔·桑切斯                   | 西班牙     | 6:23:49 |
| 銀牌 | 达维德·雷贝林（成绩被剥夺）       | 意大利     | 6:23:49 |
| 銅牌 | 法比安·坎切拉拉                   | 瑞士       | 6:23:49 |
| 4    | 亚历山大·科洛布涅夫               | 俄罗斯     | 6:23:49 |
| 5    | 安迪·施莱克                       | 卢森堡     | 6:23:49 |
| 6    | 迈克尔·罗杰斯                     |            | 6:23:49 |
| 7    | 圣地亚哥·博特罗                   | 哥伦比亚   | 6:24:01 |
| 8    | 马里奥·阿尔茨                     | 比利时     | 6:24:01 |
| 9    | 迈克尔·巴里                       | 加拿大     | 6:24:05 |
| 10   | 罗伯特·赫辛克                     | 荷兰       | 6:24:07 |
| 11   | 利瓦伊·莱法伊默                   | 美国       | 6:24:09 |
| 12   | 克里斯·安高·瑟伦森                | 丹麦       | 6:24:11 |
| 13   | 亚历杭德罗·巴尔韦德               | 西班牙     | 6:24:11 |
| 14   | 热罗姆·皮诺                       | 法国       | 6:24:11 |
| 15   | 卡德尔·埃文斯                     |            | 6:24:11 |
| 16   | 普热梅斯瓦夫·涅梅茨               | 波兰       | 6:24:11 |
| 17   | 克里斯琴·范德·维尔德              | 美国       | 6:24:19 |
| 18   | 保罗·贝蒂尼                       | 意大利     | 6:24:24 |
| 19   | 弗拉基米尔·卡佩茨                 | 俄罗斯     | 6:24:59 |
| 20   | 穆里洛·菲希尔                     | 巴西       | 6:26:17 |
| 21   | 法比安·韦格曼                     | 德国       | 6:26:17 |
| 22   | 埃里克·霍夫曼                     | 纳米比亚   | 6:26:17 |
| 23   | 克里斯蒂安·普凡贝格尔             | 奥地利     | 6:26:17 |
| 24   | 古斯塔夫·拉松                     | 瑞典       | 6:26:17 |
| 25   | 尼基·瑟伦森                       | 丹麦       | 6:26:17 |
| 26   | 拉多斯拉夫·罗吉纳                 | 克罗地亚   | 6:26:17 |
| 27   | 约翰·奥古斯丁                     | 南非       | 6:26:17 |
| 28   | 努诺·里贝罗                       | 葡萄牙     | 6:26:17 |
| 29   | 伊格纳塔斯·科诺瓦洛瓦斯           | 立陶宛     | 6:26:17 |
| 30   | 杰克逊·赫苏斯·罗德里格斯·奥尔蒂斯 | 委内瑞拉   | 6:26:17 |
| 31   | 马特·劳埃德                       |            | 6:26:17 |
| 32   | 库尔特·阿斯勒·阿韦森              | 挪威       | 6:26:17 |
| 33   | 康斯坦丁·西乌佐夫                 | 白俄罗斯   | 6:26:17 |
| 34   | 雷米·波里奥尔                     | 法国       | 6:26:17 |
| 35   | 塔代伊·瓦利亚韦茨                 | 斯洛文尼亚 | 6:26:17 |
| 36   | 雅罗斯拉夫·波波维奇               | 乌克兰     | 6:26:17 |
| 37   | 西蒙·格伦斯                       |            | 6:26:17 |
| 38   | 托马斯·勒夫奎斯特                 | 瑞典       | 6:26:25 |
| 39   | 托马斯·勒雷格尔                   | 奥地利     | 6:26:25 |
| 40   | 乔治·因卡皮耶                     | 美国       | 6:26:25 |
| 41   | 何塞·塞尔帕                       | 哥伦比亚   | 6:26:27 |
| 42   | 约翰·瓦叙梅朗                     | 比利时     | 6:26:27 |
| 43   | 弗兰克·施莱克                     | 卢森堡     | 6:26:27 |
| 44   | 安德烈·米祖罗夫                   |            | 6:26:27 |
| 45   | 罗曼·克罗伊齐格尔                 | 捷克       | 6:26:35 |
| 46   | 金·基尔兴                         | 卢森堡     | 6:26:40 |
| 47   | 莫伊塞斯·阿尔达佩·查韦斯          | 墨西哥     | 6:28:08 |
| 48   | 雷恩·塔拉梅                       | 爱沙尼亚   | 6:30:49 |
| 49   | 卡洛斯·萨斯特雷                   | 西班牙     | 6:31:06 |
| 50   | 佛朗哥·佩利佐蒂                   | 意大利     | 6:31:06 |
| 51   | 谢尔盖·拉古京                     |            | 6:31:06 |
| 52   | 侯赛因·阿斯卡里                   | 伊朗       | 6:34:22 |
| 53   | 鲁斯兰·皮德戈尔内                 | 乌克兰     | 6:34:22 |
| 54   | 朱利安·迪安                       | 新西兰     | 6:34:26 |
| 55   | 亚采克·塔德乌什·莫拉伊科          | 波兰       | 6:34:26 |
| 56   | 赖德·赫斯耶达尔                   | 加拿大     | 6:34:26 |
| 57   | 马蒂亚·克瓦西纳                   | 克罗地亚   | 6:34:26 |
| 58   | 马库斯·永奎斯特                   | 瑞典       | 6:34:26 |
| 59   | 斯韦恩·塔夫特                     | 加拿大     | 6:34:26 |
| 60   | 丹尼斯·缅绍夫                     | 俄罗斯     | 6:34:26 |
| 61   | 尤里·戈尔切尔                     | 斯洛文尼亚 | 6:34:26 |
| 62   | 扬·瓦拉赫                         | 斯洛伐克   | 6:34:26 |
| 63   | 马尔齐奥·布鲁塞吉尼               | 意大利     | 6:34:26 |
| 64   | 尼古拉斯·罗奇                     | 爱尔兰     | 6:34:26 |
| 65   | 劳伦斯·丹·滕                      | 荷兰       | 6:34:26 |
| 66   | 彼得·库斯托尔                     | 匈牙利     | 6:35:44 |
| 67   | 伊万·斯特维奇                     | 塞尔维亚   | 6:35:44 |
| 68   | 加季斯·斯穆库利斯                 | 拉脱维亚   | 6:36:48 |
| 69   | 塔涅利·坎格尔特                   | 爱沙尼亚   | 6:36:48 |
| 70   | 贡萨洛·加里多                     | 智利       | 6:36:48 |
| 71   | 爱德华·博阿松·哈根                | 挪威       | 6:36:48 |
| 72   | 安德烈·卡多佐                     | 葡萄牙     | 6:39:42 |
| 73   | 亚历山大·库钦斯基                 | 白俄罗斯   | 6:39:42 |
| 74   | 代纽斯·凯雷利斯                   | 立陶宛     | 6:39:42 |
| 75   | 彼得·本奇克                       | 捷克       | 6:39:42 |
| 76   | 亚历山大·普柳申                   | 马尔代夫   | 6:39:42 |
| 77   | 杰尼斯·科斯秋克                   | 乌克兰     | 6:39:42 |
| 78   | 谢尔盖·伊万诺夫                   | 俄罗斯     | 6:39:42 |
| 79   | 加德尔·米兹巴尼                   | 伊朗       | 6:39:42 |
| 80   | 戴维·乔治                         | 南非       | 6:39:42 |
| 81   | 菲利普·戴格南                     | 爱尔兰     | 6:39:42 |
| 82   | 格伦·查德威克                     | 新西兰     | 6:39:42 |
| 83   | 亚历山大·乌绍                     | 白俄罗斯   | 6:49:59 |
| 84   | 托马什·马尔琴斯基                 | 波兰       | 6:49:59 |
| 85   | 内博伊沙·约万诺维奇               | 塞尔维亚   | 6:49:59 |
| 86   | 宫泽刚                            | 日本       | 6:55:24 |
| 87   | 拉法·什提维                       | 突尼斯     | 7:03:04 |
| 88   | 朴胜柏                            | 韩国       | 7:03:04 |
| 89   | 胡健燊                            | 中国香港   | 7:05:57 |
| 90   | 卢西亚诺·门东萨                   | 巴西       | 7:08:27 |

### 未能完成賽事
很多为国家队领骑的车手都并没有寄希望于完成比赛，他们确保了那些爬坡高手在坡道发力前可以有一个好的位置。在他们之中，有很多运动员都需要为接下来的个人计时赛节省体力。此外，如果一名运动员被超过一圈，那么他的比赛资格就会被取消。

| - 戴维·扎布里斯基（美国）（为个人计时赛保存实力） - 罗伯特·亨特（南非）（被超一圈，取消資格） - 亚历杭德罗·博拉霍（阿根廷）（被超一圈，取消資格） - 尼基·特普斯特拉（荷兰）（疲劳） - 马蒂亚斯·梅迪西（阿根廷） - 达尼埃尔·彼得罗夫（保加利亚）（被超一圈，取消資格） - 拉斯洛·博德罗吉（匈牙利）（为个人计时赛保存实力） - 霍拉希奥·加利亚多（玻利维亚） - 琼尼·贝利斯（英国）（呼吸系统问题） - 赖维斯·贝洛赫沃希克斯（拉脱维亚） - 格拉尔德·米夏埃尔·西奥莱克（德国）（天气过热导致疲劳） - 艾哈迈德·贝勒卡西姆（利比亚） - 张亮（中国）（被超一圈，取消資格） - 胡安·何塞·阿埃多（阿根廷） - 希沙姆·沙巴纳（阿尔及利亚）（被超一圈，取消資格） - 罗曼·布罗尼斯（斯洛伐克） - 叶夫根尼·格尔加诺夫（保加利亚） - 马捷·尤尔乔（斯洛伐克） - 马克西姆·蒙福尔（比利时） - 史蒂夫·卡明斯（英国）（疲劳，以及为个人计时赛保存实力） - 奥斯卡·弗莱雷（西班牙）（腹痛） - 卡尔斯滕·克龙（荷兰）（天气过热导致疲劳） - 罗杰·哈蒙德（英国） - 贾森·麦卡特尼（美国）（疲劳） - 弗拉基米尔·叶菲姆金（俄罗斯） - 安德烈·格里夫科夫（乌克兰）（天气过热导致疲劳） - 马里奥·孔特雷拉斯（萨尔瓦多） | - 迈赫迪·苏赫拉比（伊朗）（被超一圈，取消資格） - 亨利·拉韦（哥斯达黎加）（被超一圈，取消資格） - 别府史之（日本） - 加布里埃尔·拉施（挪威） - 马克西姆·伊格林斯基（） - 斯图尔特·奥格雷迪（）（头痛） - 博鲁特·博日奇（斯洛文尼亚） - 帕特里西奥·阿尔莫纳西德（智利） - 蒂莫西·古德塞尔（新西兰）（疲劳） - 于尔根·范登布鲁克（比利时） - 布里安·巴克·万德堡（丹麦） - 斯特凡·舒马赫（德国）（天气过热及空气污染导致疲劳） - 克里斯托夫·勃兰特（比利时） - 弗拉迪米尔·米霍列维奇（克罗地亚）（同什皮拉克相撞） - 拉斯·派特·诺道斯（挪威） - 温琴佐·尼巴利（意大利） - 贝尔特·格拉布希（德国） - 斯特夫·克莱门特（荷兰） - 本·斯威夫特（英国）（天气过热导致疲劳） - 里戈韦托·乌兰（哥伦比亚） - 皮埃尔·罗兰（法国） - 西里尔·德塞尔（法国） - 皮耶里克·费德里戈（法国） - 延斯·福格特（德国）（天气过热及空气污染导致疲劳） - 西蒙·什皮拉克（斯洛文尼亚）（同米霍列维奇相撞） - 阿尔韦托·孔塔多尔（西班牙）（疲劳） |

### 分段成績
前三名选手的分段成绩：
| 排名 | 運動員                    | PTP （排名） | 1圈 （排名） | 2圈 （排名） | 3圈 （排名） | 4圈 （排名） | 5圈 （排名） | 6圈 （排名） |
| ---- | ------------------------- | ------------ | ------------ | ------------ | ------------ | ------------ | ------------ | ------------ |
| 1    | 萨穆埃尔·桑切斯（西班牙） | 2:13:08 (42) | 2:53:08 (78) | 3:30:14 (44) | 4:06:25 (65) | 4:41:35 (72) | 5:16:23 (8)  | 5:50:42 (4)  |
| 2    | 达维德·雷贝林（意大利）   | 2:13:08 (51) | 2:53:08 (96) | 3:30:14 (45) | 4:06:25 (39) | 4:41:35 (51) | 5:16:23 (12) | 5:50:42 (8)  |
| 3    | 法比安·坎切拉拉（瑞士）   | 2:13:08 (51) | 2:53:08 (96) | 3:30:14 (45) | 4:06:25 (39) | 4:41:35 (51) | 5:16:23 (12) | 5:50:42 (8)  |